# Torneo Argentino A 1997-98
El Torneo Argentino A 1997-98 fue la tercera edición de este torneo, correspondiente a la tercera división del fútbol argentino. Se desarrolló entre el 23 de noviembre de 1997, con el inicio de la Primera Fase, y el 3 de agosto de 1998, con el partido de promoción Argentino A-Argentino B entre Concepción FC y Ñuñorco, ambos de la provincia de Tucumán.
En ella participaron dieciséis equipos provenientes de 9 provincias, divididos en dos zonas de ocho equipos cada una.

## Modo de disputa
En la primera fase se agruparon los 16 equipos en 2 zonas de 8 cada una, dependiendo su ubicación geográfica; cada equipo jugaba 2 veces contra los demás, una de local y otra de visitante. A partir de este torneo, se disputarían 2 interzonales entre los mismos equipos, que se enfrentaban entre sí por cercanía geográfica.
Al cabo de los primeros 16 partidos, los mejores 3 equipos de cada zona avanzaban a la zona campeonato, mientras que los 2 últimos equipos clasificados disputarían una reválida con equipos provenientes del Argentino B.
En la zona campeonato, los equipos se agruparon en 2 zonas de 5 equipos cada una, donde los ganadores de los 2 grupos obtenían el ascenso a la Primera B Nacional.

## Equipos participantes

### Distribución geográfica
| Región                           | Equipos |
| -------------------------------- | ------- |
| Ciudad de Buenos Aires           | 0       |
| Provincia de Buenos Aires        | 2       |
| Provincia de Catamarca           | 0       |
| Provincia del Chaco              | 0       |
| Provincia del Chubut             | 0       |
| Provincia de Córdoba             | 2       |
| Provincia de Corrientes          | 0       |
| Provincia de Entre Ríos          | 3       |
| Provincia de Formosa             | 0       |
| Provincia de Jujuy               | 0       |
| Provincia de La Pampa            | 2       |
| Provincia de La Rioja            | 0       |
| Provincia de Mendoza             | 3       |
| Provincia de Misiones            | 0       |
| Provincia del Neuquén            | 0       |
| Provincia de Río Negro           | 0       |
| Provincia de Salta               | 1       |
| Provincia de San Juan            | 1       |
| Provincia de San Luis            | 0       |
| Provincia de Santa Cruz          | 0       |
| Provincia de Santa Fe            | 1       |
| Provincia de Santiago del Estero | 0       |
| Provincia de Tierra del Fuego    | 0       |
| Provincia de Tucumán             | 1       |
| Total                            | 16      |

### Equipos
| Club                     | Localidad              | Provincia    | Liga de origen                           |
| ------------------------ | ---------------------- | ------------ | ---------------------------------------- |
| Ben Hur                  | Rafaela                | Santa Fe     | Liga Rafaelina de Fútbol                 |
| Concepción Fútbol Club   | Concepción             | Tucumán      | Liga Tucumana de Fútbol                  |
| Cultural Argentino       | General Pico           | La Pampa     | Liga Pampeana de Fútbol                  |
| Deportivo Patagones      | Carmen de Patagones    | Buenos Aires | Liga Rionegrina de Fútbol                |
| Estudiantes (RC)         | Río Cuarto             | Córdoba      | Liga Regional de fútbol de Río Cuarto    |
| Ferrocarril (C)          | Concordia              | Entre Ríos   | Liga Concordiense de Fútbol              |
| General Belgrano         | Santa Rosa             | La Pampa     | Liga Cultural de Fútbol                  |
| General Paz Juniors      | Córdoba                | Córdoba      | Liga Cordobesa de Fútbol                 |
| Gimnasia y Esgrima (CdU) | Concepción del Uruguay | Entre Ríos   | Liga de Fútbol de Concepción del Uruguay |
| Huracán (SR)             | San Rafael             | Mendoza      | Liga Sanrafaelina de Fútbol              |
| Independiente Rivadavia  | Mendoza                | Mendoza      | Liga Mendocina de Fútbol                 |
| Juventud Alianza         | Santa Lucía            | San Juan     | Liga Sanjuanina de Fútbol                |
| Juventud Antoniana       | Salta                  | Salta        | Liga Salteña de Fútbol                   |
| Patronato                | Paraná                 | Entre Ríos   | Liga Paranaense de Fútbol                |
| San Martín (MC)          | Monte Comán            | Mendoza      | Liga Sanrafaelina de Fútbol              |
| Villa Mitre              | Bahía Blanca           | Buenos Aires | Liga del Sur                             |

## Primera Fase

### Zona 1
| Pos | Equipo                   | Pts | PJ | PG | PE | PP | GF | GC | Dif |
| --- | ------------------------ | --- | -- | -- | -- | -- | -- | -- | --- |
| 1.º | Villa Mitre              | 32  | 16 | 10 | 2  | 4  | 37 | 20 | 17  |
| 2.º | Patronato                | 31  | 16 | 9  | 4  | 3  | 22 | 11 | 11  |
| 3.º | Gimnasia y Esgrima (CdU) | 31  | 16 | 9  | 4  | 3  | 28 | 15 | 13  |
| 4.º | Ben Hur                  | 25  | 16 | 6  | 7  | 3  | 25 | 17 | 8   |
| 5.º | General Belgrano         | 18  | 16 | 4  | 6  | 6  | 23 | 28 | -5  |
| 6.º | Ferrocarril (C)          | 16  | 16 | 2  | 10 | 4  | 15 | 20 | -5  |
| 7.º | Cultural Argentino       | 12  | 16 | 2  | 6  | 8  | 12 | 20 | -8  |
| 8.º | Deportivo Patagones      | 3   | 16 | 0  | 3  | 13 | 9  | 43 | -34 |

| Clasificado para Zona Campeonato         |
| Clasificado para Torneo Reclasificatorio |

| Deportivo Patagones      | 0 - 0 | Cultural Argentino |
| Gimnasia y Esgrima (CdU) | 1 - 1 | General Belgrano   |
| Patronato                | 0 - 1 | Ben Hur            |
| Ferrocarril (C)          | 1 - 0 | Villa Mitre        |

| Villa Mitre        | 3 - 0 | Deportivo Patagones      |
| Ben Hur            | 0 - 0 | Ferrocarril (C)          |
| General Belgrano   | 0 - 1 | Patronato                |
| Cultural Argentino | 0 - 3 | Gimnasia y Esgrima (CdU) |

| Deportivo Patagones | 1 - 2 | Gimnasia y Esgrima (CdU) |
| Patronato           | 0 - 0 | Cultural Argentino       |
| Ferrocarril (C)     | 1 - 2 | General Belgrano         |
| Villa Mitre         | 4 - 1 | Ben Hur                  |

| Ben Hur                  | 3 - 0 | Deportivo Patagones |
| General Belgrano         | 1 - 3 | Villa Mitre         |
| Cultural Argentino       | 3 - 1 | Ferrocarril (C)     |
| Gimnasia y Esgrima (CdU) | 2 - 1 | Patronato           |

| Cultural Argentino  | 0 - 0 | Indep. Rivadavia         |
| Villa Mitre         | 5 - 0 | San Martín (MC)          |
| Huracán (SR)        | 3 - 0 | Deportivo Patagones      |
| General Belgrano    | 1 - 1 | Juventud Alianza         |
| Juventud Antoniana  | 1 - 1 | Ben Hur                  |
| General Paz Juniors | 3 - 1 | Gimnasia y Esgrima (CdU) |
| Patronato           | 1 - 1 | Concepción FC            |
| Estudiantes (RC)    | 1 - 1 | Ferrocarril (C)          |

| Deportivo Patagones | 1 - 2 | Patronato                |
| Ferrocarril (C)     | 3 - 3 | Gimnasia y Esgrima (CdU) |
| Villa Mitre         | 2 - 1 | Cultural Argentino       |
| Ben Hur             | 3 - 0 | General Belgrano         |

| General Belgrano         | 5 - 1 | Deportivo Patagones |
| Cultural Argentino       | 0 - 1 | Ben Hur             |
| Gimnasia y Esgrima (CdU) | 1 - 0 | Villa Mitre         |
| Patronato                | 0 - 0 | Ferrocarril (C)     |

| Deportivo Patagones | 1 - 1 | Ferrocarril (C)          |
| Villa Mitre         | 4 - 1 | Patronato                |
| Ben Hur             | 1 - 1 | Gimnasia y Esgrima (CdU) |
| General Belgrano    | 2 - 2 | Alvarado                 |

| Cultural Argentino | 3 - 0 | Deportivo Patagones      |
| General Belgrano   | 0 - 3 | Gimnasia y Esgrima (CdU) |
| Ben Hur            | 1 - 2 | Patronato                |
| Villa Mitre        | 5 - 2 | Ferrocarril (C)          |

| Deportivo Patagones      | 0 - 4 | Villa Mitre        |
| Ferrocarril (C)          | 2 - 2 | Ben Hur            |
| Patronato                | 2 - 0 | General Belgrano   |
| Gimnasia y Esgrima (CdU) | 3 - 0 | Cultural Argentino |

| Gimnasia y Esgrima (CdU) | 2 - 0 | Deportivo Patagones |
| Cultural Argentino       | 0 - 2 | Patronato           |
| General Belgrano         | 0 - 0 | Ferrocarril (C)     |
| Ben Hur                  | 4 - 0 | Villa Mitre         |

| Deportivo Patagones | 0 - 2 | Ben Hur                  |
| Villa Mitre         | 1 - 1 | General Belgrano         |
| Ferrocarril (C)     | 1 - 0 | Cultural Argentino       |
| Patronato           | 1 - 0 | Gimnasia y Esgrima (CdU) |

| Indep. Rivadavia         | 1 - 0 | Cultural Argentino  |
| San Martín (MC)          | 2 - 2 | Villa Mitre         |
| Deportivo Patagones      | 0 - 4 | Huracán (SR)        |
| Juventud Alianza         | 2 - 0 | General Belgrano    |
| Ben Hur                  | 1 - 1 | Juventud Antoniana  |
| Gimnasia y Esgrima (CdU) | 3 - 1 | General Paz Juniors |
| Concepción FC            | 1 - 3 | Patronato           |
| Ferrocarril (C)          | 1 - 1 | Estudiantes (RC)    |

| Patronato                | 3 - 0 | Deportivo Patagones |
| Gimnasia y Esgrima (CdU) | 1 - 0 | Ferrocarril (C)     |
| Cultural Argentino       | 0 - 1 | Villa Mitre         |
| General Belgrano         | 4 - 2 | Ben Hur             |

| Deportivo Patagones | 4 - 5 | General Belgrano         |
| Ben Hur             | 2 - 2 | Cultural Argentino       |
| Villa Mitre         | 3 - 2 | Gimnasia y Esgrima (CdU) |
| Ferrocarril (C)     | 0 - 0 | Patronato                |

| Ferrocarril (C)          | 1 - 1 | Deportivo Patagones |
| Patronato                | 3 - 0 | Villa Mitre         |
| Gimnasia y Esgrima (CdU) | 0 - 0 | Ben Hur             |
| Cultural Argentino       | 1 - 1 | General Belgrano    |

| 1. |

### Zona 2
| Pos | Equipo                  | Pts | PJ | PG | PE | PP | GF | GC | Dif |
| --- | ----------------------- | --- | -- | -- | -- | -- | -- | -- | --- |
| 1.º | Juventud Antoniana      | 33  | 16 | 10 | 3  | 3  | 31 | 14 | 17  |
| 2.º | Huracán (SR)            | 28  | 16 | 8  | 4  | 4  | 26 | 18 | 8   |
| 3.º | Juventud Alianza        | 26  | 16 | 7  | 5  | 4  | 24 | 20 | 4   |
| 4.º | Independiente Rivadavia | 25  | 16 | 7  | 4  | 5  | 21 | 14 | 7   |
| 5.º | San Martín (MC)         | 22  | 16 | 6  | 4  | 6  | 29 | 29 | 0   |
| 6.º | Estudiantes (RC)        | 18  | 16 | 5  | 3  | 8  | 20 | 23 | -3  |
| 7.º | General Paz Juniors     | 14  | 16 | 4  | 2  | 10 | 15 | 30 | -15 |
| 8.º | Concepción FC           | 14  | 16 | 3  | 5  | 8  | 16 | 31 | -15 |

| Clasificado para Zona Campeonato         |
| Clasificado para Torneo Reclasificatorio |

| San Martín (MC)     | 1 - 2 | Huracán (SR)     |
| General Paz Juniors | 2 - 1 | Indep. Rivadavia |
| Juventud Antoniana  | 6 - 0 | Concepción FC    |
| Estudiantes (RC)    | 1 - 0 | Juventud Alianza |

| Juventud Alianza | 3 - 2 | San Martín (MC)     |
| Indep. Rivadavia | 5 - 1 | Estudiantes (RC)    |
| Concepción FC    | 0 - 0 | General Paz Juniors |
| Huracán (SR)     | 2 - 1 | Juventud Antoniana  |

| San Martín (MC)     | 0 - 1 | Juventud Antoniana |
| General Paz Juniors | 0 - 4 | Huracán (SR)       |
| Estudiantes (RC)    | 2 - 0 | Concepción FC      |
| Juventud Alianza    | 0 - 0 | Indep. Rivadavia   |

| Indep. Rivadavia   | 2 - 0 | San Martín (MC)     |
| Concepción FC      | 1 - 2 | Juventud Alianza    |
| Huracán (SR)       | 1 - 0 | Estudiantes (RC)    |
| Juventud Antoniana | 2 - 0 | General Paz Juniors |

| Cultural Argentino  | 0 - 0 | Indep. Rivadavia         |
| Villa Mitre         | 5 - 0 | San Martín (MC)          |
| Huracán (SR)        | 3 - 0 | Deportivo Patagones      |
| General Belgrano    | 1 - 1 | Juventud Alianza         |
| Juventud Antoniana  | 1 - 1 | Ben Hur                  |
| General Paz Juniors | 3 - 1 | Gimnasia y Esgrima (CdU) |
| Patronato           | 1 - 1 | Concepción FC            |
| Estudiantes (RC)    | 1 - 1 | Ferrocarril (C)          |

| San Martín (MC)  | 3 - 1 | General Paz Juniors |
| Estudiantes (RC) | 2 - 3 | Juventud Antoniana  |
| Juventud Alianza | 1 - 3 | Huracán (SR)        |
| Indep. Rivadavia | 2 - 1 | Concepción FC       |

| Concepción FC       | 3 - 3 | San Martín (MC)  |
| Huracán (SR)        | 2 - 2 | Indep. Rivadavia |
| Juventud Antoniana  | 4 - 2 | Juventud Alianza |
| General Paz Juniors | 2 - 1 | Estudiantes (RC) |

| San Martín (MC)  | 1 - 0 | Estudiantes (RC)    |
| Juventud Alianza | 4 - 0 | General Paz Juniors |
| Indep. Rivadavia | 0 - 2 | Juventud Antoniana  |
| Concepción FC    | 1 - 0 | Huracán (SR)        |

| Huracán (SR)     | 0 - 0 | San Martín (MC)     |
| Concepción FC    | 0 - 0 | Juventud Antoniana  |
| Indep. Rivadavia | 2 - 0 | General Paz Juniors |
| Juventud Alianza | 2 - 1 | Estudiantes (RC)    |

| San Martín (MC)     | 5 - 3 | Juventud Alianza |
| Estudiantes (RC)    | 1 - 0 | Indep. Rivadavia |
| General Paz Juniors | 3 - 1 | Concepción FC    |
| Juventud Antoniana  | 2 - 0 | Huracán (SR)     |

| Juventud Antoniana | 2 - 1 | San Martín (MC)     |
| Huracán (SR)       | 1 - 0 | General Paz Juniors |
| Concepción FC      | 1 - 0 | Estudiantes (RC)    |
| Indep. Rivadavia   | 1 - 1 | Juventud Alianza    |

| San Martín (MC)     | 1 - 0 | Indep. Rivadavia   |
| Juventud Alianza    | 1 - 0 | Concepción FC      |
| Estudiantes (RC)    | 3 - 0 | Huracán (SR)       |
| General Paz Juniors | 0 - 2 | Juventud Antoniana |

| Indep. Rivadavia         | 1 - 0 | Cultural Argentino  |
| San Martín (MC)          | 2 - 2 | Villa Mitre         |
| Deportivo Patagones      | 0 - 4 | Huracán (SR)        |
| Juventud Alianza         | 2 - 0 | General Belgrano    |
| Ben Hur                  | 1 - 1 | Juventud Antoniana  |
| Gimnasia y Esgrima (CdU) | 3 - 1 | General Paz Juniors |
| Concepción FC            | 1 - 3 | Patronato           |
| Ferrocarril (C)          | 1 - 1 | Estudiantes (RC)    |

| General Paz Juniors | 2 - 3 | San Martín (MC)  |
| Juventud Antoniana  | 3 - 2 | Estudiantes (RC) |
| Huracán (SR)        | 1 - 1 | Juventud Alianza |
| Concepción FC       | 2 - 0 | Indep. Rivadavia |

| San Martín (MC)  | 5 - 1 | Concepción FC       |
| Indep. Rivadavia | 3 - 0 | Huracán (SR)        |
| Juventud Alianza | 1 - 0 | Juventud Antoniana  |
| Estudiantes (RC) | 2 - 1 | General Paz Juniors |

| Estudiantes (RC)    | 2 - 2 | San Martín (MC)  |
| General Paz Juniors | 0 - 0 | Juventud Alianza |
| Juventud Antoniana  | 1 - 2 | Indep. Rivadavia |
| Huracán (SR)        | 3 - 3 | Concepción FC    |

## Segunda Fase

### Zona Campeonato
En esta fase se agregaron 2 equipos por zona a la competencia, Liniers (BB) y Barraca (PdlL) por un lado; y por el otro, Central Córdoba (SdE) y Ñuñorco. Todos provenientes del Torneo Argentino B 1997/98.
| Club            | Localidad           | Provincia           | Liga de origen             |
| --------------- | ------------------- | ------------------- | -------------------------- |
| Liniers         | Bahía Blanca        | Buenos Aires        | Liga del Sur               |
| Barraca         | Paso de los Libres  | Corrientes          | Liga Libreña de Fútbol     |
| Central Córdoba | Santiago del Estero | Santiago del Estero | Liga Santiagueña de Fútbol |
| Ñuñorco         | Monteros            | Tucumán             | Liga Tucumana de Fútbol    |

#### Zona 1
| Pos | Equipo                   | Pts | PJ | PG | PE | PP | GF | GC | Dif |
| --- | ------------------------ | --- | -- | -- | -- | -- | -- | -- | --- |
| 1.º | Gimnasia y Esgrima (CdU) | 15  | 8  | 4  | 3  | 1  | 10 | 5  | 5   |
| 2.º | Villa Mitre              | 14  | 8  | 4  | 2  | 2  | 13 | 11 | 2   |
| 3.º | Patronato                | 12  | 8  | 2  | 6  | 0  | 8  | 3  | 5   |
| 4.º | Liniers (BB)             | 6   | 8  | 1  | 3  | 4  | 6  | 8  | -2  |
| 5.º | Barraca (PdlL)           | 5   | 8  | 1  | 2  | 5  | 6  | 16 | -10 |

| Ascendió a la Primera B Nacional 1998-99                  |
| Clasificado para Torneo Reclasificatorio de ascenso 97-98 |

| Patronato                       | 1 - 0 | Barraca (PdlL) |
| Liniers (BB)                    | 3 - 0 | Villa Mitre    |
| Libre: Gimnasia y Esgrima (CdU) |       |                |

| Villa Mitre      | 3 - 1 | Gimnasia y Esgrima (CdU) |
| Barraca (PdlL)   | 2 - 1 | Liniers (BB)             |
| Libre: Patronato |       |                          |

| Liniers (BB)             | 1 - 1 | Patronato      |
| Gimnasia y Esgrima (CdU) | 2 - 0 | Barraca (PdlL) |
| Libre: Villa Mitre       |       |                |

| Barraca (PdlL)      | 2 - 3 | Villa Mitre              |
| Patronato           | 0 - 0 | Gimnasia y Esgrima (CdU) |
| Libre: Liniers (BB) |       |                          |

| Gimnasia y Esgrima (CdU) | 2 - 0 | Liniers (BB) |
| Villa Mitre              | 1 - 1 | Patronato    |
| Libre: Barraca (PdlL)    |       |              |

| Barraca (PdlL)                  | 1 - 5 | Patronato    |
| Villa Mitre                     | 1 - 0 | Liniers (BB) |
| Libre: Gimnasia y Esgrima (CdU) |       |              |

| Gimnasia y Esgrima (CdU) | 3 - 1 | Villa Mitre    |
| Liniers (BB)             | 0 - 0 | Barraca (PdlL) |
| Libre: Patronato         |       |                |

| Patronato          | 0 - 0 | Liniers (BB)             |
| Barraca (PdlL)     | 0 - 0 | Gimnasia y Esgrima (CdU) |
| Libre: Villa Mitre |       |                          |

| Villa Mitre              | 4 - 1 | Barraca (PdlL) |
| Gimnasia y Esgrima (CdU) | 0 - 0 | Patronato      |
| Libre: Liniers (BB)      |       |                |

| Liniers (BB)          | 1 - 2 | Gimnasia y Esgrima (CdU) |
| Patronato             | 0 - 0 | Villa Mitre              |
| Libre: Barraca (PdlL) |       |                          |

#### Zona 2
| Pos | Equipo                | Pts | PJ | PG | PE | PP | GF | GC | Dif |
| --- | --------------------- | --- | -- | -- | -- | -- | -- | -- | --- |
| 1.º | Juventud Antoniana    | 17  | 8  | 5  | 2  | 1  | 15 | 5  | 10  |
| 2.º | Huracán (SR)          | 13  | 8  | 4  | 1  | 3  | 12 | 12 | 0   |
| 3.º | Juventud Alianza      | 11  | 8  | 3  | 2  | 3  | 12 | 13 | -1  |
| 4.º | Central Córdoba (SdE) | 10  | 8  | 3  | 1  | 4  | 12 | 12 | 0   |
| 5.º | Ñuñorco               | 6   | 8  | 2  | 0  | 6  | 9  | 18 | -9  |

| Ascendió a la Primera B Nacional 1998-99                  |
| Clasificado para Torneo Reclasificatorio de ascenso 97-98 |

| Ñuñorco                 | 2 - 1 | Central Córdoba (SdE) |
| Huracán (SR)            | 1 - 1 | Juventud Antoniana    |
| Libre: Juventud Alianza |       |                       |

| Juventud Antoniana    | 5 - 0 | Juventud Alianza |
| Central Córdoba (SdE) | 3 - 1 | Huracán (SR)     |
| Libre: Ñuñorco        |       |                  |

| Huracán (SR)              | 3 - 1 | Ñuñorco               |
| Juventud Alianza          | 1 - 1 | Central Córdoba (SdE) |
| Libre: Juventud Antoniana |       |                       |

| Central Córdoba (SdE) | 2 - 1 | Juventud Antoniana |
| Ñuñorco               | 3 - 1 | Juventud Alianza   |
| Libre: Huracán (SR)   |       |                    |

| Juventud Alianza             | 1 - 2 | Huracán (SR) |
| Juventud Antoniana           | 2 - 1 | Ñuñorco      |
| Libre: Central Córdoba (SdE) |       |              |

| Central Córdoba (SdE)   | 3 - 2 | Ñuñorco      |
| Juventud Antoniana      | 4 - 1 | Huracán (SR) |
| Libre: Juventud Alianza |       |              |

| Juventud Alianza | 0 - 0 | Juventud Antoniana    |
| Huracán (SR)     | 2 - 1 | Central Córdoba (SdE) |
| Libre: Ñuñorco   |       |                       |

| Ñuñorco                   | 1 - 0 | Huracán (SR)     |
| Central Córdoba (SdE)     | 1 - 2 | Juventud Alianza |
| Libre: Juventud Antoniana |       |                  |

| Juventud Antoniana  | 1 - 0 | Central Córdoba (SdE) |
| Juventud Alianza    | 3 - 0 | Ñuñorco               |
| Libre: Huracán (SR) |       |                       |

| Ñuñorco                      | 1 - 3 | Juventud Antoniana |
| Huracán (SR)                 | 3 - 2 | Juventud Alianza   |
| Libre: Central Córdoba (SdE) |       |                    |

## Torneo Reclasificatorio
El Torneo Reclasificatorio fue disputado por los 2 últimos de las zonas de la Primera Fase y los 2 subcampeones del Argentino B.

### Semifinales
| Semifinal 1                            | Semifinal 1       | Semifinal 1  | Semifinal 1             | Semifinal 1 | Semifinal 1 |
| Local                                  | Resultado         | Visitante    | Estadio                 | Fecha       |             |
| -------------------------------------- | ----------------- | ------------ | ----------------------- | ----------- | ----------- |
| Concepción FC                          | 2 - 2 (3 - 2) (p) | Liniers (BB) | 9 de Julio (Río Cuarto) | 2 de agosto |             |
| Liniers permanecerá en el Argentino B. |                   |              |                         |             |             |

| Semifinal 2                                      | Semifinal 2 | Semifinal 2 | Semifinal 2 | Semifinal 2 | Semifinal 2 |
| Local                                            | Resultado   | Visitante   | Estadio     | Fecha       |             |
| ------------------------------------------------ | ----------- | ----------- | ----------- | ----------- | ----------- |
| Deportivo Patagones                              | PP - GP     | Ñuñorco     | -           | -           |             |
| Dep. Patagones descendió al Argentino B 1998-99. |             |             |             |             |             |

| 1. |

### Final
| Final                                                                                    | Final     | Final     | Final                    | Final       | Final |
| Local                                                                                    | Resultado | Visitante | Estadio                  | Fecha       |       |
| ---------------------------------------------------------------------------------------- | --------- | --------- | ------------------------ | ----------- | ----- |
| Concepción FC                                                                            | 1 - 2     | Ñuñorco   | Ingeniero José María Paz | 9 de agosto |       |
| Concepción FC descendió al Argentino B 1998-99. Ñuñorco ascendió al Argentino A 1998-99. |           |           |                          |             |       |